# Festival Internacional de Cine de Venecia de 1991
La 48.ª edición del Festival Internacional de Cine de Venecia tuvo lugar entre el 3 y el 14 de septiembre de 1991.

## Jurados
Las siguientes personas fueron seleccionadas para formar parte del jurado de esta edición:
- Gian Luigi Rondi Presidente
- Silvia D'Amico Bendico
- James Belushi
- John Boorman
- Michel Ciment
- Moritz de Hadeln
- Naum Kleiman
- Oja Kodar
- Pilar Miró

## Películas

### Selección oficial

#### En Competición
Las películas siguientes compitieron para el León de Oro:
| Título en España             | Título original               | Director(es)       | País                         |
| ---------------------------- | ----------------------------- | ------------------ | ---------------------------- |
| 30 Door Key                  | 30 Door Key                   | Jerzy Skolimowski  | Polonia                      |
| La plage des enfants perdus  | La plage des enfants perdus   | Jillali Ferhati    | Francia                      |
| Chatarra                     | Chatarra                      | Félix Rotaeta      | España                       |
| Urga, el territorio del amor | Urga                          | Nikita Mikhalkov   | Unión Soviética              |
| La divina comedia            | A Divina Comédia              | Manoel de Oliveira | Portugal                     |
| Eduardo II                   | Edward II                     | Derek Jarman       | Reino Unido                  |
| El rey pescador              | The Fisher King               | Terry Gilliam      | Estados Unidos               |
| Allemagne 90 neuf zéro       | Allemagne 90 neuf zéro        | Jean-Luc Godard    | Francia                      |
| J'entends plus la guitare    | J'entends plus la guitare     | Philippe Garrel    | Francia                      |
| Just Beyond This Forest      | Jeszcze tylko ten las         | Jan Łomnicki       | Polonia                      |
| Cita con Venus               | Meeting Venus'                | István Szabó       | Reino Unido, Francia, Italia |
| Mississippi Masala           | Mississippi Masala            | Mira Nair          | Estados Unidos               |
| My Own Private Idaho         | My Own Private Idaho          | Gus Van Sant       | Estados Unidos               |
| Necessary Love               | L'amore necessario            | Fabio Carpi        | Italia                       |
| Noche y día                  | Nuit et Jour                  | Chantal Akerman    | Bélgica                      |
| Prospero's Books             | Prospero's Books              | Peter Greenaway    | Reino Unido                  |
| La linterna roja             | Dà Hóng Dēnglong Gāogāo Guà   | Zhang Yimou        | China, Hong Kong, Taiwán     |
| Il muro di gomma             | Il muro di gomma              | Marco Risi         | Italia                       |
| Grito de piedra              | Cerro Torre: Schrei aus Stein | Werner Herzog      | Alemania                     |
| El rostro secreto            | Gizli Yüz                     | Ömer Kavur         | Turquía                      |
| Una storia semplice          | Una storia semplice           | Emidio Greco       | Italia                       |
| Les Équilibristes            | Les Équilibristes             | Nikos Papatakis    | Francia                      |

#### Fuera de competición
Las películas siguientes fueron seleccionadas para ser exhibidas fuera de competición:
Largometrajes
| Título en español    | Título original   | Director(es)       | País           |
| -------------------- | ----------------- | ------------------ | -------------- |
| El extraño           | Agantuk           | Satyajit Ray       | India          |
| Amigas americanas    | American Friends  | Tristram Powell    | Reino Unido    |
| Atlantis             | Atlantis          | Luc Besson         | Francia        |
| Écrans de sable      | Écrans de sable   | Randa Chahal Sabag | Francia        |
| Cup Final            | Gmar Gavi'a       | Eran Riklis        | Israel         |
| The Sergeant         | Goroohban         | Masoud Kimiai      | Irán           |
| L'alba               | L'alba            | Francesco Maselli  | Italia         |
| A propósito de Henry | Regarding Henry   | Mike Nichols       | Estados Unidos |
| Rossini! Rossini!    | Rossini! Rossini! | Mario Monicelli    | Italia         |

Largometrajes
| Título en español            | Título original          | Director(es)  | País    |
| ---------------------------- | ------------------------ | ------------- | ------- |
| I Dreamt I Woke Up           | I Dreamt I Woke Up       | John Boorman  | Irlanda |
| Kyoto, la ciudad de mi madre | Kyoto, My Mother's Place | Nagisa Ôshima | Japón   |

#### Fuoridiprograma
Las películas siguientes fueron seleccionadas para ser exhibidas como eventos especiales:
| Título en español                 | Título original                   | Director(es)                       | País           |
| --------------------------------- | --------------------------------- | ---------------------------------- | -------------- |
| Abschied vom Drehbuch             | Abschied vom Drehbuch             | Petra Seeger                       | Alemania       |
| Esquizo                           | Esquizo                           | Ricardo Bofill                     | España         |
| Fil al laylato ed dhalmaa (corto) | Fil al laylato ed dhalmaa (corto) | Borhane Alaouié                    | Irán           |
| Harb El Khalij... wa baad         | Harb El Khalij... wa baad         | Borhane Alaouié, Néjia Ben Mabrouk | Italia         |
| Il mito di Cinecittà              | Il mito di Cinecittà              | Giovanna Gagliardo                 | Italia         |
| The Woman God Forgot              | The Woman God Forgot              | Cecil B. DeMille                   | Estados Unidos |

#### Mattinate del Cinema Italiano
Las siguientes películas fueron exhibidas en la edición de Mattinate del Cinema Italiano:
Largometrajes
| Título original        | Director(es)          |
| ---------------------- | --------------------- |
| Barocco                | André Téchiné         |
| Chiedi la luna         | Giuseppe Piccioni     |
| Crack                  | Giulio Base           |
| Faccia di lepre        | Liliana Ginanneschi   |
| Il caso Martello       | Guido Chiesa          |
| Notte di stelle        | Luigi Monardo Faccini |
| Uova di garofano       | Silvano Agosti        |
| Dove comincia la notte | Maurizio Zaccaro      |

Documentales
| Título original      | Director(es)                      |
| -------------------- | --------------------------------- |
| I 600 giorni di Salò | Nicola Caracciolo, Valerio Marino |

### Secciones independientes

#### Semana de la crítica Internacional
Las películas siguientes fueron seleccionadas para la 5ª Semana Internacional de la Crítica del Festival de Cine de Venecia:
| Título en España       | Título original   | Director(es)        | País            |
| ---------------------- | ----------------- | ------------------- | --------------- |
| Bar des rails          | Bar des rails     | Cédric Kahn         | Francia         |
| Drive                  | Drive             | Jefery Levy         | Estados Unidos  |
| Bajo el cielo de París | Le ciel de Paris  | Michel Béna         | Francia         |
| Nowhere Man            | Muno no hito      | Naoto Takenaka      | Japón           |
| Nuvem                  | Nuvem             | Ana Luísa Guimarães | Portugal        |
| Razlucnica             | Razlucnica        | Amir Karakulov      | Unión Soviética |
| Sady skorpiona         | Sady skorpiona    | Oleg Kovalov        | Unión Soviética |
| Vito y los otros       | Vito e gli altrio | Antonio Capuano     | Italia          |
| Waiting                | Waiting           | Jackie McKimmie     | Australia       |

### Retrospectivas
Prima dei Codici 2 - Alle Porte di Hays
| Título español              | Título original             | Director(es)       | Año  |
| --------------------------- | --------------------------- | ------------------ | ---- |
| Pasado mañana               | 'After Tomorrow             | Frank Borzage      | 1932 |
| Aplauso                     | Applause                    | Rouben Mamoulian   | 1929 |
| Baby Face (Carita de ángel) | Baby Face (Carita de ángel) | Alfred E. Green    | 1933 |
| Los desaparecidos           | Bureau of Missing Persons'  | Roy Del Ruth       | 1933 |
| Girls About Town            | Girls About Town            | George Cukor       | 1931 |
| Goldie                      | Goldie                      | Benjamin Stoloff   | 1931 |
| Los ángeles del infierno    | Hell's Angels               | Howard Hughes      | 1930 |
| Mi chica y yo               | Me and My Gal               | Raoul Walsh        | 1932 |
| El crimen del Vanities      | Murder at the Vanities      | Mitchell Leisen    | 1934 |
| Liliom                      | Liliom                      | Frank Borzage      | 1930 |
| A salvo en el infierno      | Safe in Hell                | William A. Wellman | 1931 |
| Quería un millonario        | She Wanted a Millionaire    | John G. Blystone   | 1932 |
| La feria de la vida         | State Fair                  | Henry King         | 1933 |
| The Last Flight             | The Last Flight             | William Dieterle   | 1931 |
| La mujer pintada            | The Painted Woman           | John G. Blystone   | 1932 |
| Secuestro                   | The Story of Temple Drake   | Stephen Roberts    | 1933 |
| La lucha                    | The Struggle                | D.W. Griffith      | 1931 |
| La loca orgía               | The Wild Party              | Dorothy Arzner     | 1929 |
| La juventud manda           | This Day and Age            | Cecil B. DeMille   | 1933 |
| Esta es la noche            | This Is the Night           | Frank Tuttle       | 1932 |
| Esta noche o nunca          | Tonight or Never            | Mervyn LeRoy       | 1931 |
| Mientras París duerme       | While Paris Sleeps          | Allan Dwan         | 1932 |

## Premios

### Sección oficial-Venecia 48
Las siguientes películas fueron premiadas en el festival:
- León de Oro a la mejor película: Urga, el territorio del amor de Nikita Mikhalkov
- León de Plata: 
  - El rey pescador de Terry Gilliam
  - La linterna roja de Zhang Yimou
  - J'entends plus la guitare de Philippe Garrel
- Premio especial del jurado: La divina comedia  de Manoel de Oliveira
- Golden Osella: Mississippi Masala de Mira Nair y Sooni Taraporevala
- Copa Volpi al mejor actor: River Phoenix por My Own Private Idaho
- Copa Volpi a la mejor actriz: Tilda Swinton por Eduardo II
- León de Oro a la trayectoria: Gian Maria Volonté y Mario Monicelli
- Medalla de oro del Presidente del Senado italiano: Jean-Luc Godard por Allemagne année 90 neuf zéro

### Otros premios
Las siguientes películas fueron premiadas en otros premios de la edición: 
- Golden Ciak:
  - Mejor película - Mississippi Masala de Mira Nair
  - Mejor Actor - Vittorio Mezzogiorno por Grito de piedra
  - Mejor Actriz - Glenn Close por Cita con Venus
- Premio FIPRESCI: Nowhere Man de Naoto Takenaka
- Premoo OCIC: Urga, el territorio del amor de Nikita Mikhalkov
- OCIC Award - Mención especial:
  - Luigi Faccini
- Premio Pasinetti:
  - Mejor película - Urga, el territorio del amor de Nikita Mikhalkov
  - Mejor Actor - Vittorio Mezzogiorno por Grito de piedra
  - Mejor Actriz - Mercedes Ruehl por El rey pescador
- Premio Pietro Bianchi:
  - Paolo Taviani
  - Vittorio Taviani
- Pequeño León de Oro:
  - El rey pescador de Terry Gilliam
  - Marco Ferreri
- Premio Elvira Notari: La linterna roja de Zhang Yimou